# سهره بیشه‌ای نوارزرد
سهره بیشه‌ای نوارزرد (نام علمی: Atlapetes citrinellus) گونه‌ای از پرندگان تیرهٔ گنجشکان جهان جدید (Passerellidae) است.
در کوهپایه‌های آند در شمال غربی آرژانتین یافت می‌شود. زیستگاه‌های طبیعی آن جنگل‌های کوهستانی نمناک نیمه‌گرمسیری یا گرمسیری و درختچه‌زارهای نیمه‌گرمسیری یا گرمسیری با ارتفاع زیاد است.